# Liburnija
Il Liburnija è stato un traghetto, appartenuto alla Jadrolinija dal 1965 al 2015.

## Caratteristiche
Al momento del varo, il Liburnija è stato il primo traghetto di grandi dimensioni in grado di trasportare passeggeri e mezzi pesanti su lunghe distanze.
Il Liburnija era in grado di trasportare un massimo di 700 passeggeri, ospitati in 73 cabine, per un totale 182 posti letto. Erano presenti anche un ristorante con 192 posti a sedere, due bar per un totale di 94 posti a sedere ed un salone con 180 posti. Era inoltre in grado di trasportare un massimo di 110 auto.

## Servizio
Varato il 16 marzo 1965 nel cantiere navale NV Scheepswerf & Machinefabriek "De Mervede" Van Vliet & Co di Hardinxveld-Giessendam con il nome di Liburnija e consegnato il 2 luglio successivo alla Jadrolinija, prende servizio nei collegamenti tra Bari, Fiume, Ragusa e la Grecia, il primo in grado di trasportare anche automobili.
Il 21 novembre 1971 salpa dalla Croazia per una crociera transatlantica tra Las Palmas, Guyana, Venezuela, Cile, Ecuador, Honduras, Messico e Giamaica. Successivamente, torna regolarmente in servizio per Jadrolinija.

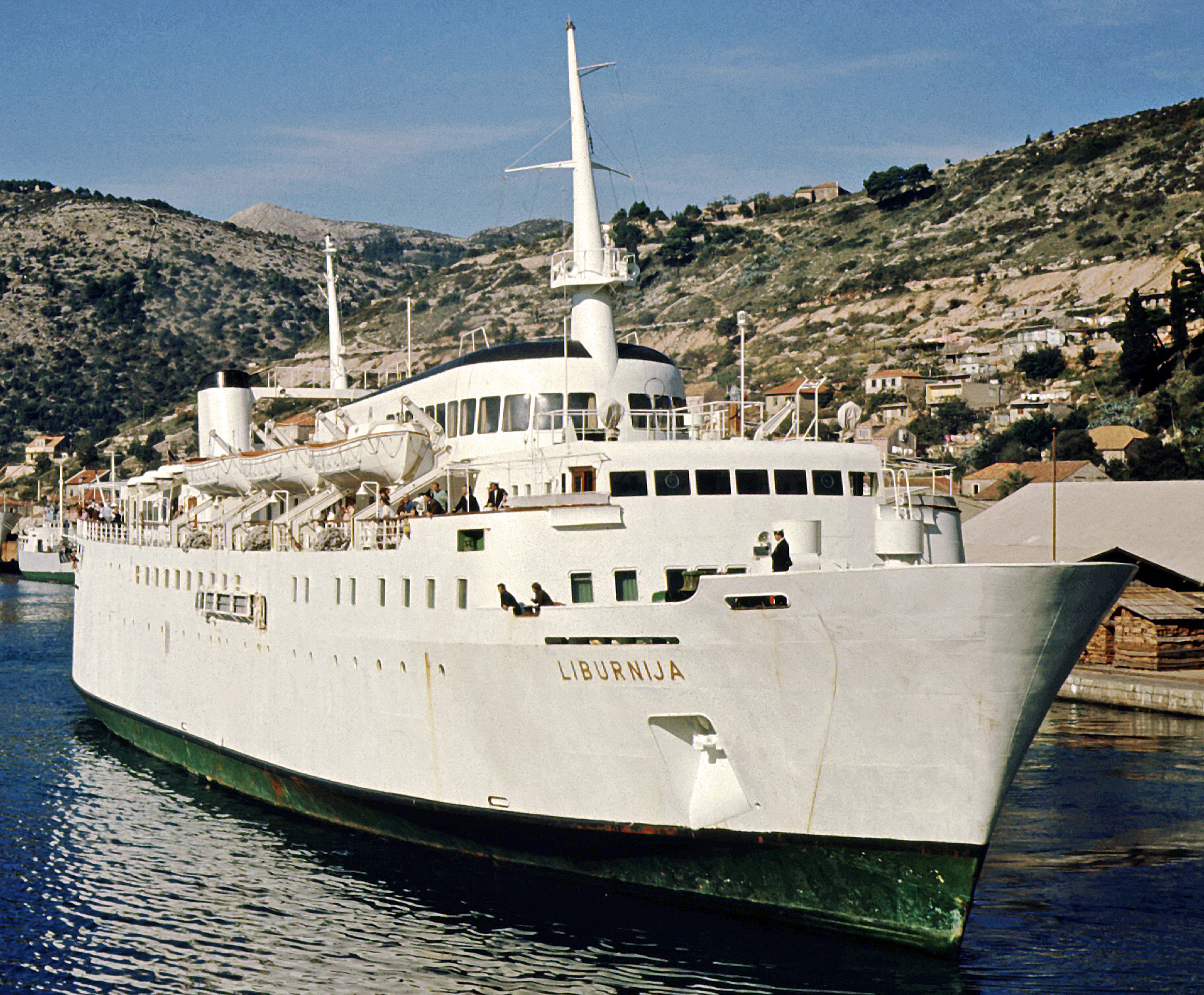
Il Liburnija in manovra a Dubrovnik nel 1972.

Durante la guerra, quando Ragusa era attaccata dalle JNA e dall'esercito serbo, il traghettk ebbe un ruolo attivo nel convoglio Libertas II, già precedentemente guidato dal compagno di flotta Slavia.
Il 7 dicembre 1992 traghettò un gruppo di 500 pacifisti che, partiti da Ancona, raggiunsero Sarajevo, interrompendo l'assedio che la città subiva dall'aprile dello stesso anno. Durante il viaggio, che durò quasi 24 ore, rischiò di affondare a causa del carico eccessivo e delle proibitive condizioni del mare.
Nel 2005 prende servizio nei collegamenti tra Spalato e Vis. Nello stesso anno, viene trasferito nei collegamenti tra Rijeka, Zara, Spalato, Stari Grad e Korčula.
Nel marzo del 2006 torna in servizio nei collegamenti tra Bari, Dubrovnik e Rijeka.

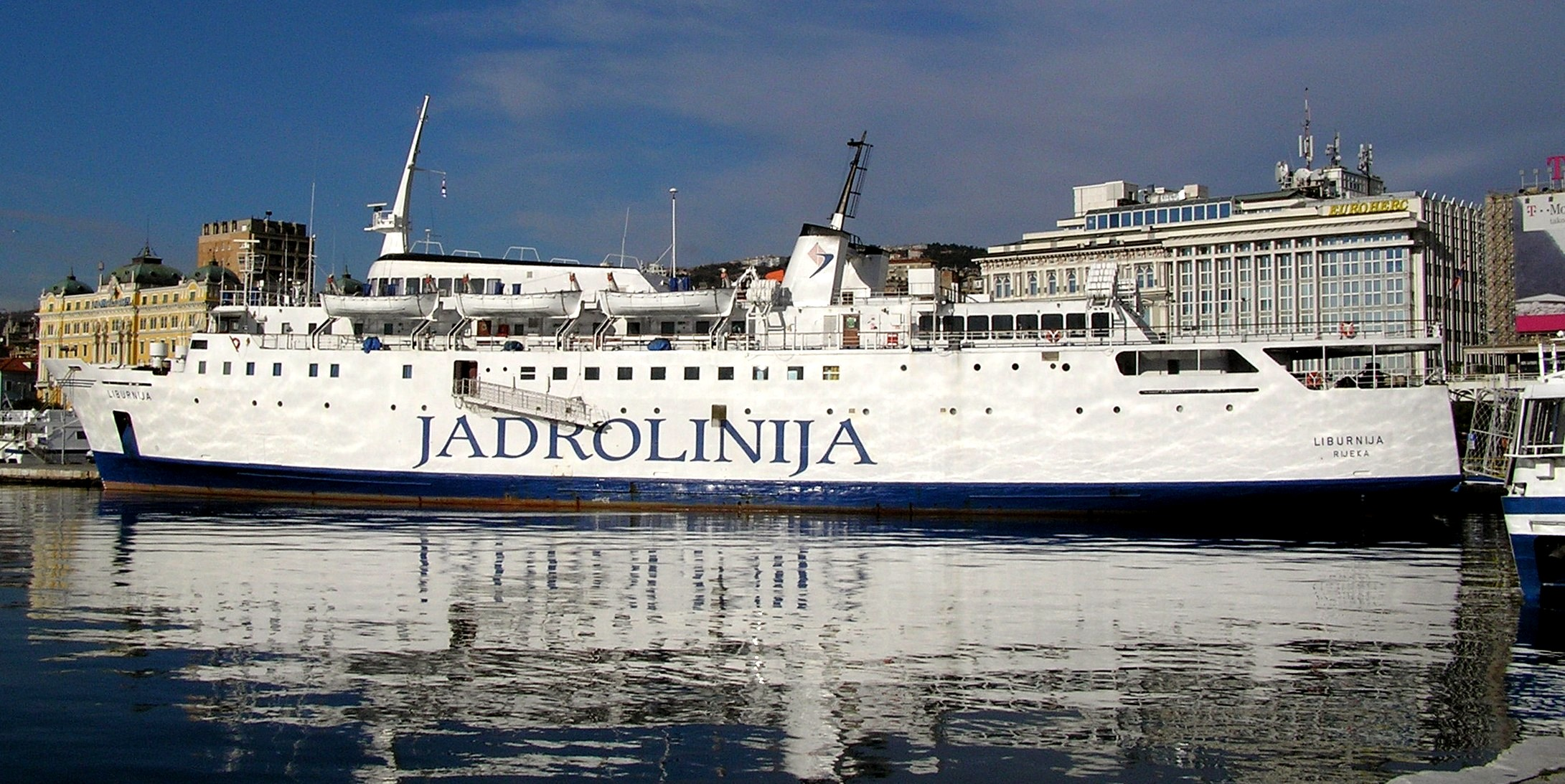
Il Liburnija ormeggiato a Rijeka nel 2007.

Dal 2006 al 2010 opera, d'estate nei collegamenti tra Bari-Dubrovnik, Mljet, Korčula e Stari Grad, mentre d'inverno in quelli tra Spalato, Vela Luka, Ubli e Lissa.
Da giugno a maggio 2010 opera nei collegamenti tra Spalato, Korčula, Mljet, Dubrovnik e Bari. Successivamente viene disarmato.
Da maggio a settembre 2011 e 2012 opera sui collegamenti tra Rijeka, Spalato, Stari Grad, Korčula, Mljet e Dubrovnik. Successivamente viene disarmato a Mali Losinj fino al maggio del 2013.

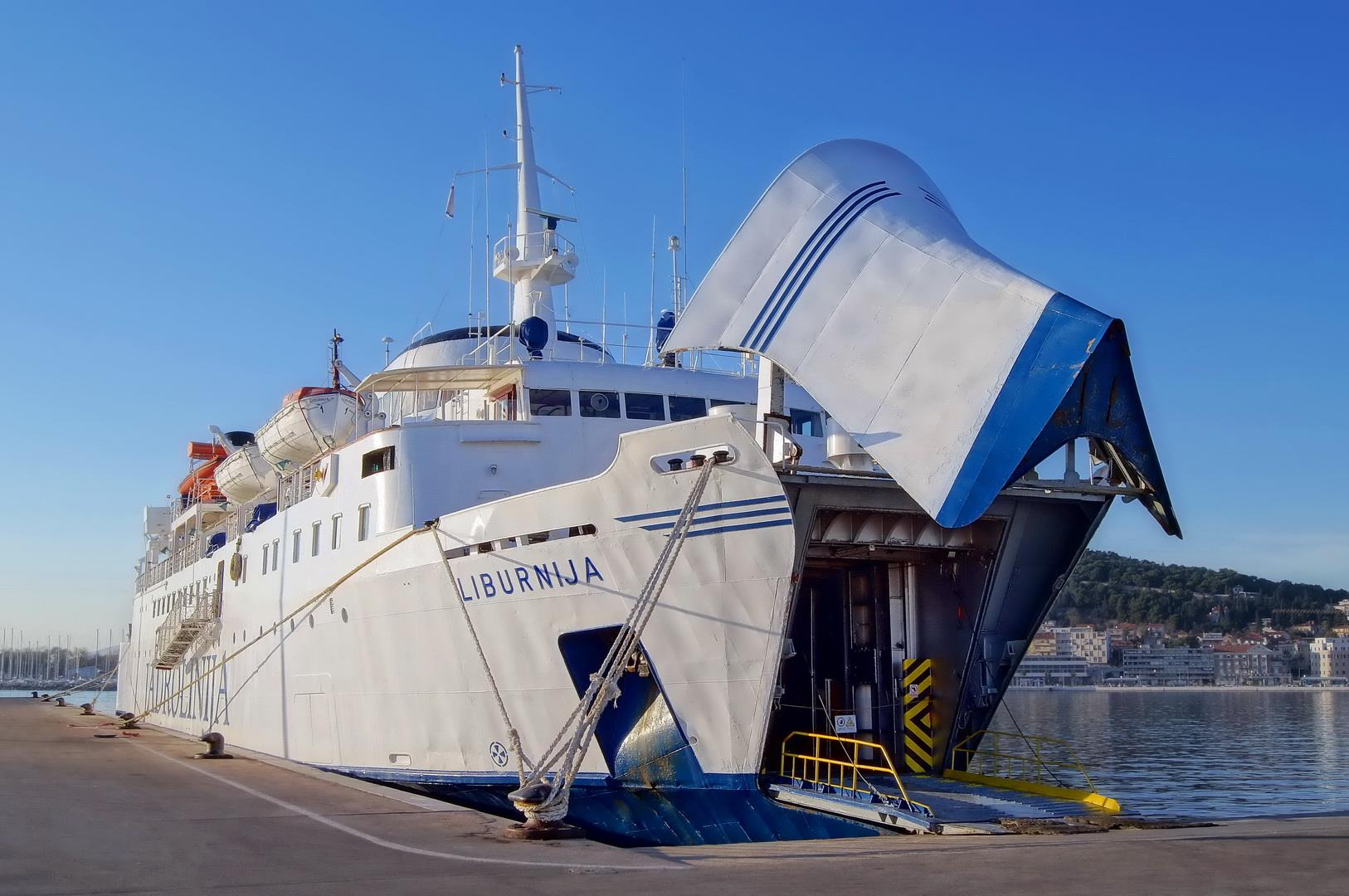
Il Liburnija ormeggiato a Spalato nel 2013.

Nel marzo del 2015, nonostante il tentativo di convertirlo in nave museo, viene venduto per la demolizione per una cifra pari a 450 mila dollari. Il 2 aprile successivo salpa da Mali Losinj per Aliağa, dove giunge il 6 aprile,  venendo spiaggiato e successivamente demolito.

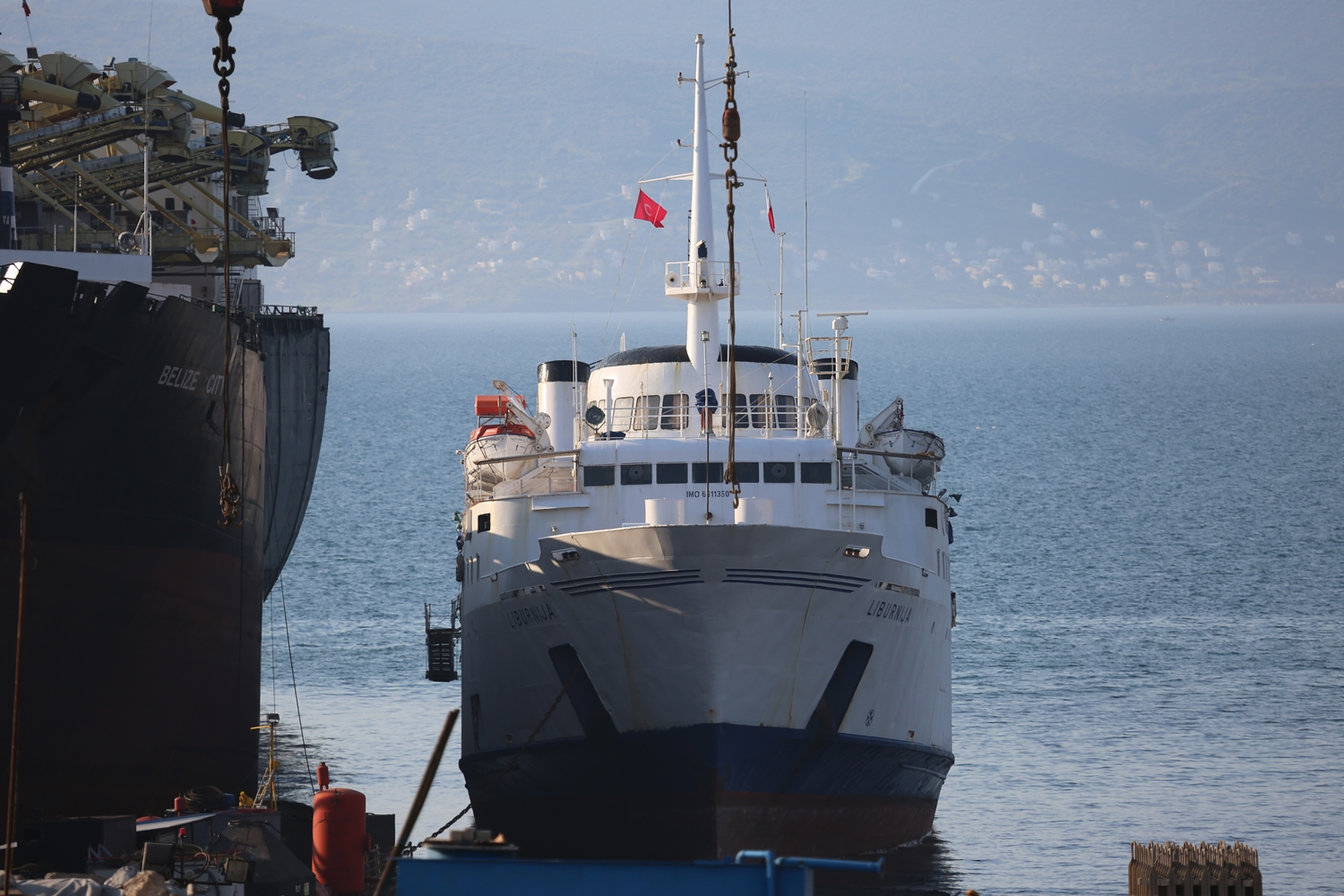
Il Liburnija in demolizione ad Aliağa nel 2015.